# Марта Тайнелл
Хільдур Марта Марі Тайнелл (швед. Hildur Märtha Marie Tynell; 4 березня 1865, Євле — 24 листопада 1930, Мальме) — шведська художниця. Вона стала відомою завдяки своїм пейзажам із Франції та Стокгольма в стилі імпресіонізму.

## Біографія
Марта Тайнелл була донькою Андерса Тайнелла і Хільдур Лімберг. Навчалася в Італії та Франції та зазнала впливу французького пленерного живопису. Вона прибула до Парижа в 1882 році і залишилася у Франції більше двадцяти років, переважно в Пассі. Під час перебування у Франції навчалася в різних художніх школах під керівництвом Анрі Жерве та Фелікса-Жозефа Барріаса, а також власноруч експериментувала з тінями та світлом на картинах. У серії картин з Парижа вона зображувала дахи та безлюдні вулиці в дощовому тумані, рано вранці або в сутінках. Вона також подорожувала Францією і малювала пейзажи, зокрема, з узбережжя Нормандії.
Тайнелл була одним із скандинавських художників, пов'язаних з поселенням художників у Скагені. У 1910-х роках вона жила за адресою Bellmansgatan 8 на Södermalm у Стокгольмі, де мала свою майстерню у верхній кімнаті будинку. Звідси, з широким видом на місто, вона створила кілька стокгольмських пейзажів, головним чином бухти Ріддарфіарден. У 1913 році вона переїхала зі Стокгольма, щоб оселитись у Мальме, де прожила до самої смерті. У ці роки вона здійснила поїздки до Фальстербо, Торекова та прибережних курортів Данії, де черпала натхнення та мотиви для своїх картин.
Вона брала участь, серед іншого, у художній виставці у Валанді в 1891 році, виставках Спілки художників у Стокгольмі 1894—1895, виставці шведського мистецтва в Гельсінгборзі 1903, виставці мистецтва та промисловості в Норчепінгу 1906, виставці Лунда в 1907, шведській виставці Генеральної художньої асоціації в Стокгольмі 1910 року, виставці Асоціації шведських жінок-художниць в Художній академії 1911 року та Художньому музеї Сканіан 1912 року, Балтійської виставці 1914 року, осінній виставці художньої асоціації Сконе в Мальме 1930 року, а також у великій кількісті виставок Асоціації шведських художників у Стокгольмі з 1906 року. Меморіальна виставка її творів була показана в Музеї Мальме в 1945 році.
Твори Тайнелл представлені в Музеї Мальме та Національному музеї.
Похована 29 січня 1930 року на Східному кладовищі в Мальме.